# 軽井沢宿

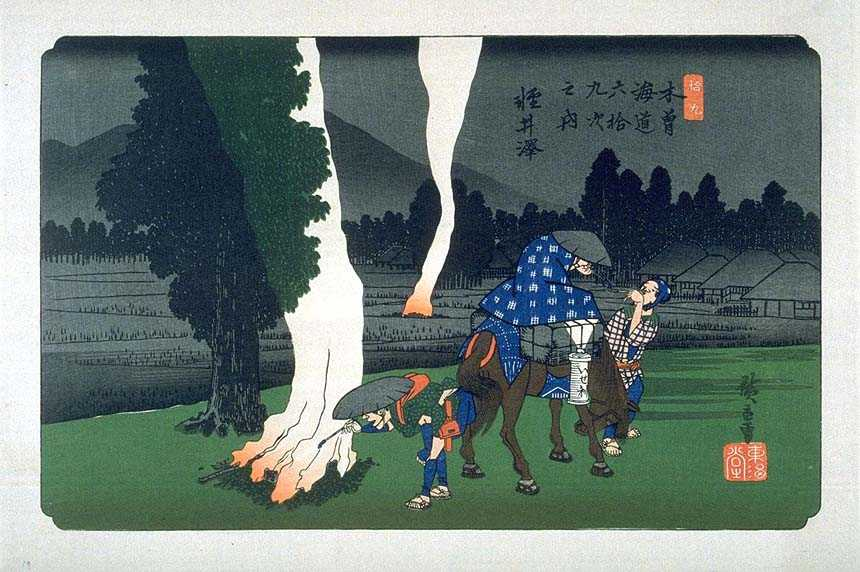
歌川広重「木曽海道六十九次・軽井澤」

軽井沢宿（かるいさわしゅく）は、中山道六十九次のうち江戸から数えて十八番目の宿場。

## 概要
現在の長野県北佐久郡軽井沢町の軽井沢駅北側一帯。一般に軽井沢と呼ばれる場所とは2～3キロ離れており、旧軽井沢と呼ばれるあたりが該当する。中山道有数の難所であった碓氷峠の西の入口にあたり、六十九次で最も栄えた宿場であった。本陣と脇本陣合わせて5軒、旅籠は最盛期には100軒近くあったとされ、数百人の飯盛女が働いていたという。宿場の東にある矢ヶ崎川にかかる二手橋は、旅人と飯盛女が別れを惜しんだ場所。
明治時代以降は欧米人宣教師に避暑地として広く紹介され、それまで「かるいさわ」であった当地の名を英語などで発音しやすい「かるいざわ」と読むようになった。多くの外国人が滞在する街として変貌を遂げたため、現在宿場町の面影を残すものは少ない。

## 施設
1843年（天保14年）の『中山道宿村大概帳』によれば、軽井沢宿の宿内家数は103軒、うち本陣1軒、脇本陣4軒、旅籠21軒（うち大6軒、中9軒、小6軒）であった。本陣は、軽井沢ホテルを経て現在はチャーチストリートとして知られる。脇本陣4軒は、それぞれ「江戸屋」・「三度屋」・「佐忠」・「丁字屋」の屋号を名乗っていた。また、江戸口に所在していた枡形の茶屋が鶴屋（現・つるや旅館）である。

## 人口推移
軽井沢宿の人口は、1750年代（宝暦年間）には1,442人、1836年には451人で記録されているが、男性よりも女性の人口が多く、この背景に飯盛女の存在がある。軽井沢宿の総人口における飯盛女の構成比は、16-25%であった。「浅間根越の三宿」として共に知られる近隣の宿場町との比較では、沓掛宿は男女人口の差が軽井沢宿・追分宿よりも小さい一方、追分宿は男女人口の差が軽井沢宿と同様に大きく、また総人口における飯盛女の構成比は3割前後と軽井沢宿を上回っていた。なお、軽井沢宿の人口が大幅に減少したのは、1783年（天明3年）の浅間山天明大噴火、天保の大飢饉、1791年（寛政3年）の大火災により、軽井沢宿の復興が進まなかったことが背景にあるその後、嘉永年間である1848-1853年には若干人口を持ち直した。
| 宿場   | 年代       | 年号     | 男  | 女  | 計    | うち飯盛女（%） |
| ------ | ---------- | -------- | --- | --- | ----- | --------------- |
| 軽井沢 | 1750年代   | 宝暦年間 | 595 | 847 | 1,442 | 250（17.3%）    |
| 軽井沢 | 1836年     | 天保7年  | 189 | 262 | 451   | 72（16.0%）     |
| 軽井沢 | 1850年前後 | 嘉永年間 |     |     | 481   | 118（24.5%）    |
| 沓掛   | 1770年代   | 安政年間 | 307 | 366 | 673   |                 |
| 沓掛   | 1800年     | 寛政12年 | 328 | 336 | 664   |                 |
| 追分   | 1696年     | 元禄9年  | 353 | 538 | 891   | 多数            |
| 追分   | 1713年     | 正徳3年  | 365 | 427 | 792   | 213（26.9%）    |
| 追分   | 1806年     | 文化3年  | 309 | 514 | 675   | 多数            |
| 追分   | 1867年     | 慶応3年  | 280 | 522 | 802   | 264（32.9%）    |

## 飯盛女

### 活動
旅籠の主流を占めたのは、飯盛女を置く「飯盛旅籠屋」と、休泊専用で一泊二食付の「平旅籠」であった。飯盛女は、道ゆく旅人に呼びかけて泊まりを勧める他、平旅籠にも出向いていた。軽井沢宿では、1750年代 （宝暦年間）時点で250人、1836年（天保7年）時点で72名、1850年（嘉永6年）前後で118人の飯盛女がいた。特に高砂屋・玉屋は遊女屋化し、格子造りの張店を設けていた

### 二手橋
軽井沢宿の北端に位置する二手橋（にてばし）は、飯盛女が旅人との別離を惜しんで、この橋まで見送ったことで知られる。口碑伝説では、二手橋の先は神域であるため、若し飯盛女が橋を越えて送ることがあれば、その旅人は峠道にて何らかの危険に遭ったと言伝えられている

### 文芸作品における扱い
軽井沢宿の飯盛女は、江戸時代の川柳に多数詠まれている。句集である『誹風柳多留』にも軽井沢宿の飯盛女が題材となっている川柳が多数見られる。以下、いくつかの川柳を例示する。
- 無骨なる傾城の出る軽井沢（柳多留）
- 骨太な女郎衆の出る軽井沢（玉柳）
- 頑丈な遊君の出る軽井沢（川傍柳）
- はなやかな綿服を着る軽井沢（柳多留）
- 此里の丈夫といふも木綿もの（柳多留）
- 莫大な振袖の出る軽井沢（柳多留）

昭和期の作家である母袋未知庵は、これらの句について、「古川柳では、軽井沢といえば飯盛女宿場女郎の代表のごとくなっていて、句の員数は意外に多いけれども、その大部分は作句者の想像を過大に表現したもの」であり「地方の士妓を吉原の遊女と比較しては憶測を試み、以て放笑の資とした句ばかり」と批判している。
太田南畝が1776年頃（安永5年）に刊行した『軽井茶話道中粋語録（すごろく）』では、当時25歳の「苅藻」、16歳の「浮草」、2人の飯盛女を題材に、軽井沢宿の飯盛女の風俗を描いているが、母袋は本作品についても「当時の川柳に詠まれた軽井沢の句にヒントを得て　ー中略ー　考証の資料としては信を置き難い」と述べている。
狂歌にも軽井沢宿の飯盛女を扱った作品が残っている。

## 災害

### 天明3年の浅間山の大噴火

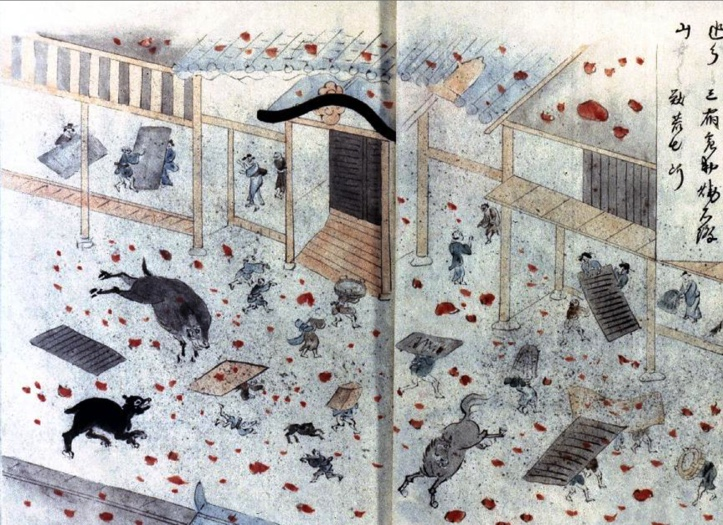
浅間山天明噴火の際の軽井沢宿の様子を描いた絵図。パニックになって逃げまどう人々や動物が描かれている。(浅間山焼昇之記)

浅間山は、長野県北佐久郡軽井沢町及び御代田町と群馬県吾妻郡嬬恋村との境にある安山岩質の標高2,568mの成層火山である。天明3年（1783年）に浅間山は大噴火（天明大噴火）を起こした。4月に活動を再開し7月まで噴火と小康状態を繰り返しながら活動を続けた。浅間山の天明噴火の中山道筋での被害は軽井沢宿から桶川宿まで4月から7月までの長期にわたり、火山礫、火山砂、そして火山灰などによるものであった。その被害の大きさは、大角（1975）にて説明されている。
中山道筋のなかで、この噴火による家屋の被害が最も大きかったのが軽井沢宿であった。噴火による火石玉、火山灰の降落により、家屋の焼失・全壊・半壊および草木や農産物の全滅があった。また、降灰及び大雨による土石流による被害もあった。軽井沢宿は浅間山の噴火による被害が最も大きかった地域である。『軽井沢町誌（歴史篇）』によると、天明噴火による軽井沢宿の状況とその被害が記述されている。

## 隣の宿
中山道
坂本宿 -（碓氷峠）- 軽井沢宿 - 沓掛宿

## 史跡・みどころ
- 旧軽井沢銀座
- 万平ホテル - 軽井沢宿時代の亀屋
- つるや旅館 - 軽井沢宿時代の鶴屋

軽井沢宿までの史跡・みどころ
- 碓氷峠

## 最寄り駅
- JR北陸新幹線・しなの鉄道 軽井沢駅